# Me Too (Lied)
Me Too ist ein Lied der US-amerikanischen Sängerin Meghan Trainor, das am 5. Mai 2016 veröffentlicht wurde. Es ist die zweite Single aus ihrem Album Thank You, das am 13. Mai 2016 weltweit erschienen ist. Der Song wurde von Ricky Reed produziert und wurde von Trainor, Eric Frederic, Jacob Kasher Hindlin, Jason Desrouleaux und Peter Svensson geschrieben.

## Musikvideo
Das Musikvideo wurde am 9. Mai 2016 veröffentlicht, jedoch wurde es kurze Zeit später wieder gelöscht, da der Körper der Sängerin ohne ihr Wissen digital bearbeitet worden war. Einen Tag später wurde die originale Version online gestellt.
Im Musikvideo sieht man sie, wie sie sich morgens vor dem Spiegel zurechtmacht, sich für einen Auftritt umzieht und dann tanzt.

## Auftritte
Der Song wurde zum ersten Mal bei der Show The Tonight Show Starring Jimmy Fallon live gespielt. Am Ende dieses Auftritts fiel sie aus Versehen auf den Boden, und Jimmy Fallon legte sich daneben. Sie wurde nicht verletzt.

## Kommerzieller Erfolg

### Chartplatzierungen
| ChartsChartplatzierungen       | Höchstplatzierung | Wochen |
| ------------------------------ | ----------------- | ------ |
| Deutschland (GfK)              | 62 (13 Wo.)       | 13     |
| Österreich (Ö3)                | 60 (4 Wo.)        | 4      |
| Vereinigte Staaten (Billboard) | 13 (20 Wo.)       | 20     |
| Vereinigtes Königreich (OCC)   | 84 (4 Wo.)        | 4      |

| ChartsJahrescharts (2016)      | Platzierung |
| ------------------------------ | ----------- |
| Vereinigte Staaten (Billboard) | 62          |

In Frankreich konnte sich das Lied auf Platz 98 in den offiziellen Charts platzieren.

### Auszeichnungen für Musikverkäufe
| Land/Region                  | Auszeichnungen für Musikverkäufe (Land/Region, Auszeichnung, Verkäufe) | Verkäufe  |
| ---------------------------- | ---------------------------------------------------------------------- | --------- |
| Australien (ARIA)            | 6× Platin                                                              | 420.000   |
| Brasilien (PMB)              | 2× Platin                                                              | 120.000   |
| Dänemark (IFPI)              | Gold                                                                   | 45.000    |
| Deutschland (BVMI)           | Gold                                                                   | 200.000   |
| Frankreich (SNEP)            | Gold                                                                   | 100.000   |
| Kanada (MC)                  | 6× Platin                                                              | 480.000   |
| Mexiko (AMPROFON)            | 3× Gold                                                                | 90.000    |
| Neuseeland (RMNZ)            | Platin                                                                 | 30.000    |
| Polen (ZPAV)                 | Platin                                                                 | 50.000    |
| Schweden (IFPI)              | Gold                                                                   | 40.000    |
| Spanien (Promusicae)         | Gold                                                                   | 30.000    |
| Vereinigte Staaten (RIAA)    | 3× Platin                                                              | 3.000.000 |
| Vereinigtes Königreich (BPI) | Gold                                                                   | 400.000   |
| Insgesamt                    | 7× Gold · 20× Platin ·                                                 | 5.005.000 |

Hauptartikel: Meghan Trainor/Auszeichnungen für Musikverkäufe